# Resolució 904 del Consell de Seguretat de les Nacions Unides
La Resolució 904 del Consell de Seguretat de les Nacions Unides, fou adoptada sense votació el 18 de març de 1994. Després d'expressar el seu xoc per la massacre comesa contra els adoradors palestins a la Cova dels Patriarques (Mesquita d'Ibrahim) a Hebron (Cisjordània), el Consell va demanar que es prenguessin mesures per garantir la seguretat i la protecció dels civils palestins en tot el territori ocupat pels israelians.
La preocupació es va expressar en les víctimes palestines al territori palestí ocupat a conseqüència de la massacre, que va tenir lloc durant el mes musulmà del Ramadà, que va subratllar la necessitat de proporcionar protecció i seguretat als iutadans palestins. El Consell va prendre nota amb satisfacció dels esforços realitzats per garantir el bon procés del procés de pau i la condemna de l'incident per part de la comunitat internacional. També va reafirmar l'aplicabilitat del Quart Conveni de Ginebra i les responsabilitats d'Israel.
El Consell va condemnar l'incident a Hebron, que va causar entre 30 i 54 morts i diversos centenars de ferits civils, i van demanar a Israel que confisqués armes per evitar actes de violència per part dels colons israelians. En demanar mesures per protegir civils palestins, el Consell va demanar als copatrocinadors del procés de pau, els Estats Units i Rússia, seguir utilitzant els seus esforços en el procés de pau per aconseguir l'aplicació de les disposicions abans esmentades.
Finalment, la resolució va reafirmar el seu suport a la Declaració de principis i va instar la seva implementació immediata.